# Яворівський провулок
Я́ворівський прову́лок — провулок у Деснянському районі міста Києва, місцевість Куликове. Пролягає від вулиці Остапа Вересая до кінця забудови.
Прилучається Бігова вулиця.

## Історія
Провулок виник в середині XX століття, ймовірно під назвою Нова вулиця. Назву Зимовий провулок набув, ймовірно, у 1950-ті роки. З 1964 року набув назву Яворівський провулок.
У 1980-х роках під час знесення старої забудови селища Куликове та будівництва житлового масиву провулок було офіційно ліквідовано, оскільки він планувався під знесення.
Однак частина провулку разом із декількома одноповерховими будинками збереглася. Проте провулок довгий час вважався ліквідованим і у довіднику «Вулиці Києва», виданому у 1995 році, наведений у переліку зниклих вулиць. 2015 року провулок було поновлено у реєстрі та нанесено на карти міста. На низці карт позначений як Яворівський провулок, оскільки під такою назвою існував до «ліквідації», однак на будинкових табличках значиться «Зимовий провулок».